# العلاقات الإماراتية الروسية
العلاقات الإماراتية الروسية هي العلاقات الدبلوماسية بين البلدين وبدات في 1971.

## السفارات
بدء الاتحاد السوفيتي والإمارات العربية المتحدة العلاقات الدبلوماسية بينهما في 8 ديسمبر 1971. وفي عام 1986 افتتح الاتحاد السوفيتي سفارته في أبوظبي وافتتحت الإمارات سفارتها في موسكو عام 1987. وفي عام 2002 تم تأسيس القنصلية العامة الروسية في دبي.

## البعثات الدبلوماسية
- Embassy of Russia in Abu Dhabi (بالإنجليزية) (بالروسية)
- Consulate-General of Russia in Dubai (بالروسية)
- Embassy of the United Arab Emirates in Moscow (بالعربية) (بالروسية)

## العلاقات الاقتصادية والدبلوماسية بعد الغزو الروسي لأوكرانيا (2022–الآن)
بعد الغزو الروسي لأوكرانيا عام 2022، تعززت التجارة بين البلدين مع انتقال العديد من الروس إلى الإمارات العربية المتحدة للاستثمار في العقارات أو الأعمال التجارية أو "الهروب من القيود المالية في أوروبا". وتضاعفت التجارة بين البلدين إلى 5 مليارات دولار منذ عام 2020، وهناك ما يقرب من 4000 شركة ذات جذور روسية تعمل داخل البلاد.
وفي فبراير/شباط 2022، دعمت روسيا قراراً إماراتياً لمجلس الأمن التابع للأمم المتحدة يقضي بتمديد حظر الأسلحة المفروض على الحوثيين ليشمل جميع أعضاء الجماعة المتمردة المتمركزة في اليمن، في صفقة كان من المفترض أن تؤدي إلى امتناع الإمارات عن التصويت على قرارات أوكرانيا.
بحسب وثائق أميركية سرية مسربة. تحت عنوان "روسيا/الإمارات العربية المتحدة: تعميق العلاقات الاستخباراتية"، كان مسؤولو المخابرات الروسية منخرطين في تعزيز علاقاتهم مع الإمارات العربية المتحدة. وذكرت الوثيقة أن روسيا أقنعت الإمارات “بالعمل معًا ضد وكالات المخابرات الأمريكية والبريطانية”. وخلصت أيضًا إلى أن الإمارات العربية المتحدة تعتبرها "فرصة" لتنويع شراكاتها، في حين كانت الولايات المتحدة تنفصل تدريجياً عن الإمارات. ومع ذلك، نفت حكومة الإمارات العربية المتحدة الاتهامات بأنها تقيم علاقات وثيقة مع المخابرات الروسية.
في أكتوبر 2023، طلب المحامون الذين يمثلون ناشطًا أوكرانيًا من حكومة المملكة المتحدة التحقيق في تورط مالك مانشستر سيتي، الشيخ منصور بن زايد آل نهيان، مع روسيا. وكتب المحامون رسالة إلى جيمس كليفرلي، يطالبون فيها بإجراء تحقيق مع الشيخ منصور، لمعرفة ما إذا كان قد ساعد الأثرياء الروس في نقل أصولهم إلى الإمارات.
في 1 مايو 2024، فرضت الولايات المتحدة عقوبات على ما يقرب من 300 شركة وفرد، بما في ذلك الصين والإمارات العربية المتحدة، بسبب اتهامات بأنهم يدعمون الحرب الروسية ضد أوكرانيا. فرضت وزارة الخزانة عقوبات على شركة البيت الخليج للتجارة العامة ومقرها الإمارات العربية المتحدة لتسهيلها مرور البضائع الخاضعة للعقوبات للوصول إلى روسيا. وشاركت الشركة، التي يُفترض أنها مصدرة لقطع غيار السيارات، في توريد أكثر من 6800 شحنة للمستهلكين الروس. وفي الوقت نفسه، مارست الولايات المتحدة والمملكة المتحدة والاتحاد الأوروبي أيضًا ضغوطًا على الإمارات العربية المتحدة لمشاركة سجلها في قمع الشركات التي تتهرب من العقوبات المفروضة على روسيا.,
في 1 مايو 2024، فرضت الولايات المتحدة عقوبات على 300 شركة وفرد قريبين، بما في ذلك من الصين والإمارات العربية المتحدة، لدعم الحرب الروسية ضد أوكرانيا. واتهمت شركتان صينيتان، هما شركة هنغشوي هيشو سيليلوز المحدودة وشركة هنغشوي يوانتشيم للتجارة المحدودة، بنقل كميات كبيرة من النيتروسليلوز إلى روسيا. كما فرضت وزارة الخزانة أيضًا عقوبات على شركة البيت الخليج للتجارة العامة ومقرها الإمارات العربية المتحدة لعملها كقناة لنقل البضائع الخاضعة للعقوبات إلى روسيا. كما دعا مسؤولون من الولايات المتحدة والمملكة المتحدة والاتحاد الأوروبي دولة الإمارات العربية المتحدة إلى تبادل المعلومات التجارية الخاصة بصادراتها إلى روسيا وإعادة تصدير السلع ذات الاستخدام المزدوج.,